# Лыжное двоеборье на зимних Олимпийских играх 1984
Соревнования по лыжному двоеборью на зимних Олимпийских играх 1984 года проводились только среди мужчин в личном первенстве.

## Медалисты
| Место | Спортсмен               | Очки    |
| ----- | ----------------------- | ------- |
| 1     | Том Сандберг (NOR)      | 422.595 |
| 2     | Йоуко Карьялайнен (FIN) | 416.900 |
| 3     | Юкка Юлипулли (FIN)     | 410.825 |